# ロバ製菓
ロバ製菓株式会社（ロバせいか）は、かつて日本に存在した、菓子の製造と販売を行っていた企業である。本社は東京都渋谷区幡ヶ谷にあった。

## 概要

### 沿革
1951年創業。菓子製造業としては規模は小さかったものの、1963年、ひよ子にヒントを得た進物用菓子「名菓　ぽんぽこ」があたり、急成長した。1970年代から90年代前半にかけて、天地総子の歌う明るい歌に合わせて2頭身のたぬきが踊るスポットCMを大量に流して知名度を上げた。首都圏の駅ビルや百貨店などを中心に販売網を展開し、最盛期の昭和50年代には国鉄上野駅の売店だけで月4,000万円を売り上げ、500名を超す従業員がいた。
「ぽんぽこ」の他にも生菓子、サブレ、最中などを製造・販売し、社長が東京青年会議所の理事長を務めるなど地元の名士であった。
しかし、アズキ相場や不動産への投資が失敗したことを主因として、1995年3月22日に2回目の手形不渡りを出して倒産した。

### その後
「ぽんぽこ」の売上げが鈍っていたわけではないことから、1996年、同社の元専務が型を元に饅頭を生産。「ぽんぽこおやじ」の名で羽田空港・成田空港や東京駅地下街などで販売している。
また、本社があった渋谷区幡ヶ谷の本社ビルは同社倒産後も長らく売却されず、2000年代に入ってからも首都高速4号新宿線から「ぽんぽこ」の看板が確認できた。現在は本社跡ビルはリノベーションされ　幡ヶ谷3丁目の工場跡地はマンションに建て替えられている。